# Tlepolemos (Ägypten)
Tlepolemos (altgriechisch Τληπόλεμος Tlēpólemos), Sohn des Artapates, war ein Beamter des Ptolemäerreichs, der aus Xanthos stammte. Der Name seines Vaters deutet iranische Herkunft oder Verwandtschaft an.
Im Jahr 256 v. Chr. siegte Tlepolemos bei den Olympischen Spielen im Fohlenreiten und übermittelte Zenon von Kaunos einen Befehl des Königs Ptolemaios II., 247/246 und 246/245 war er eponymer Alexanderpriester. Im Dritten Syrischen Krieg (246–241 v. Chr.) war er hoher Beamter im damals ptolemäischen Karien. Er war möglicherweise der Großvater des gleichnamigen Regenten Tlepolemos.